# Super Victor

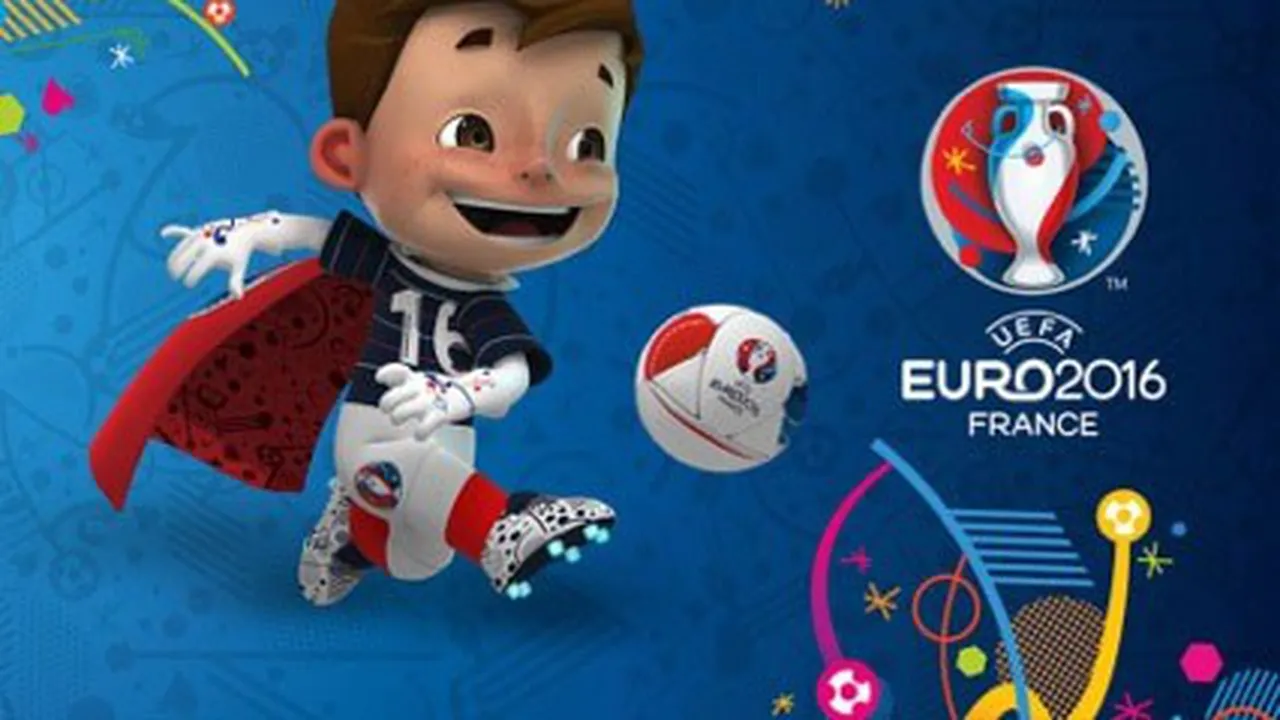
Super Victor

Super Victor est la mascotte du Championnat d'Europe de football 2016 qui se déroule en France. Représentant un petit garçon, il détient des super-pouvoirs grâce à sa cape et ses chaussures magiques qui lui permettent de voler, d’être un petit génie du football et de créer un peu de magie autour de lui.

## Nom
La mascotte a été présentée lors du match amical France-Suède le 18 novembre 2014 à Marseille et quelques heures avant sur les réseaux sociaux. Elle n'avait alors pas de nom jusqu'au 30 novembre 2014, date de la révélation du nom dans l'émission Téléfoot sur TF1. Pour choisir le nom de la mascotte, les internautes voulant participer au vote avaient 3 choix : Driblou, Goalix et Super Victor. Ce dernier a été choisi avec 48 % des suffrages contre 27 % pour Goalix et 25 % pour Driblou. Selon le comité organisateur, Super Victor symbolise d’une part la victoire, et d’autre part les super-héros. De plus, Super Victor est un nom international.

## Caractéristiques
Super Victor possède une cape rouge, des chaussures magiques et un ballon qu'il a trouvé dans un coffre magique, alors qu'il était en train de jouer au football avec ses amis. Il a le pouvoir de voler et d'inventer des nouveaux gestes footballistiques. Sa mission est d'apporter de la joie et de la bonne humeur à tous les supporteurs du monde entier. Il a été créé par Zebrand, une agence de design française. L'agence lyonnaise Big Company a modélisé et animé Super Victor.